# Citrobacter
Citrobacter forma, junto con Enterobacter, Klebsiella y Escherichia, el grupo coliforme de bacterias entéricas.
Son bacterias móviles, con capacidad variable para fermentar la lactosa, algunos pueden utilizar citrato y otros no, los factores de virulencia de algunas especies son el antígenos somáticos O, flagelar H y de superficie K, lo que hace que den reacciones cruzadas con otras Enterobacteriaceae. 
En el pasado fue incluido en un grupo de bacterias llamadas paracolon y fue llamado Echerichia Freunii y el Citrobacter diversas se llamó Citrobacter Koseri.
El género Citrobacter es un grupo de bacilos Gram negativos aerobios que se encuentran frecuentemente en el agua, el suelo, la comida, vegetación  y como flora saprofita en el tracto intestinal de muchos animales además del hombre. El género Citrobacter, aunque desde los puntos de vista bioquímico y serológico es similar a Salmonella, es poco común que cause infecciones oportunistas.
Son microorganismos ubicuos que son causa frecuente de infecciones importantes, especialmente en huéspedes inmunodeprimidos. Es uno de los patógenos más importantes en unidades de cuidados neonatales hospitalarios. En los seres humanos producen, por ejemplo, infecciones urinarias, meningitis neonatal y abscesos cerebrales. Destruyen las microvellosidades, formando lesiones muy características denominadas de adherencia y eliminación.